# Aegiochus dentata
Aegiochus dentata är en kräftdjursart som först beskrevs av Schioedte och Frederik Vilhelm August Meinert 1879.  Aegiochus dentata ingår i släktet Aegiochus och familjen Aegidae. Inga underarter finns listade i Catalogue of Life.